# Frederick Rossini
Frederick Dominic Rossini (18 juillet 1899 - 12 octobre 1990) est un thermodynamicien américain connu pour ses travaux en thermodynamique chimique.

## Biographie
En 1920, à l'âge de vingt et un ans, Rossini entre à l'Université Carnegie-Mellon de Pittsburgh et obtient rapidement une bourse d'enseignement à temps plein. Il obtient un B.Sc. en génie chimique en 1925, suivi d'une maîtrise en sciences en chimie physique en 1926.
À la suite de la lecture du manuel classique de Lewis et Randall de 1923, « Thermodynamics and the Free Energy of Chemical Substances », il écrit à Gilbert Lewis et se voit offrir une bourse d'enseignement à l'Université de Californie à Berkeley. Il a comme professeurs Gilbert Lewis et William Giauque. La thèse de doctorat de Rossini sur les capacités calorifiques des électrolytes forts en solution aqueuse est dirigée par Merle Randall. Son doctorat est décerné en 1928, après seulement 21 mois de travail d'études supérieures, même s'il continue à être chargé de cours tout au long de cette période. Il travaille au National Bureau of Standards (Washington, DC) de 1928 à 1950.
En 1932, Frederick Rossini, Edward W. Washburn et Mikkel Frandsen écrivent « La détermination calorimétrique de l'énergie intrinsèque des gaz en fonction de la pression ». Cette expérience aboutit au développement de la correction de Washburn pour la calorimétrie à la bombe, une diminution ou une correction des résultats d'une procédure calorimétrique à des états normaux.
En 1950, il publie son populaire manuel Chemical Thermodynamics. Cette année-là, il part également au Carnegie Institute of Technology (Pittsburgh), où il reste jusqu'en 1960. Il est doyen du Notre Dame College of Science de 1960 à 1967.
En 1973, il passe le trimestre académique du printemps au Baldwin-Wallace College, à Berea Ohio, en tant que premier professeur distingué pour occuper la chaire de sciences Charles J. Strosacker, ainsi nommée en 1963 d'après « le regretté Dr Strosacker, qui était vice-président de The Dow Chemical Company, [et] a été administrateur de BW pendant 17 ans ».

## Distinctions
- Médaille Laetare (1965)[4] ;
- Médaille John Price Wetherill (de) (1965) ;
- Médaille William-H.-Nichols (1966) ;
- Médaille Priestley (1971) ;
- National Medal of Science (1977)[5].